# Ketheltunnel
De Ketheltunnel is een tunnel tussen Schiedam en Vlaardingen, die op 18 december 2015 is geopend. De tunnel maakt deel uit van het nieuwe stuk snelweg A4 tussen Delft en Schiedam. De naam van de tunnel is officieel vastgesteld op 10 februari 2015.

## Omschrijving
De tunnel is een landtunnel, hij ligt niet diep en gedeeltelijk zelfs boven de grond (in een dijk). Er zijn twee tunnelbuizen voor het verkeer en een noodgang tussen de tunnels.  
In de oostelijke tunnelbuis, waar auto's van knooppunt Kethelplein (Ring Rotterdam) richting Delft rijden zijn er vier rijstroken, enkele honderden meters na de tunnel versmalt de weg tot drie rijstroken. 
In de westelijke tunnelbuis zijn voor de noord-zuid richting drie rijstroken. Daarbij is een ruimtereservering gerealiseerd die normaal niet gebruikt mag worden. Bijzonder hierbij is dat de meest rechts gelegen strook bestemd voor (bij knooppunt Kethelplein afslaand) verkeer richting de A20, al voor het inrijden van de tunnel middels een zogenaamd verdrijvingsvlak min of meer gescheiden wordt van de andere twee stroken (voor doorgaand verkeer). Op deze manier hoeft niet meer in de tunnel of vlak na het uitrijden voorgesorteerd te worden richting A4, respectievelijk A20. 
Aan de zuidzijde van de tunnel waar het Kethelplein eigenlijk begint, is de tunnel breder en zijn er in totaal 10 rijstroken. Daar moet vanaf de rijstrook richting A20 nog verder voorgesorteerd worden richting Vlaardingen / Hoek van Holland of Ring-Noord / Utrecht. Deze "vervolg-voorsortering" wordt in de tunnel al een aantal malen aangekondigd.

## Achtergrond
De Ketheltunnel is onder meer aangelegd om de overlast van de nieuwe A4 voor omwonenden te beperken. De makers geven aan dat de overkluizing van de weg en aankleding van het tunneldak een "bijdrage aan de kwaliteit van de leefomgeving" is.

## Tunneldak
Op het tunneldak werd in oktober 2016 het Sportpark Willem-Alexander geopend met een sporthal en -velden van o.a. VV Kethel Spaland, handbalvereniging Ventura en een ballet- en dansstudio.
Via een viaduct passeert tramlijn 24 van de RET de tunnel op weg van Schiedam naar Vlaardingen en vice versa.   

## Afbeeldingen

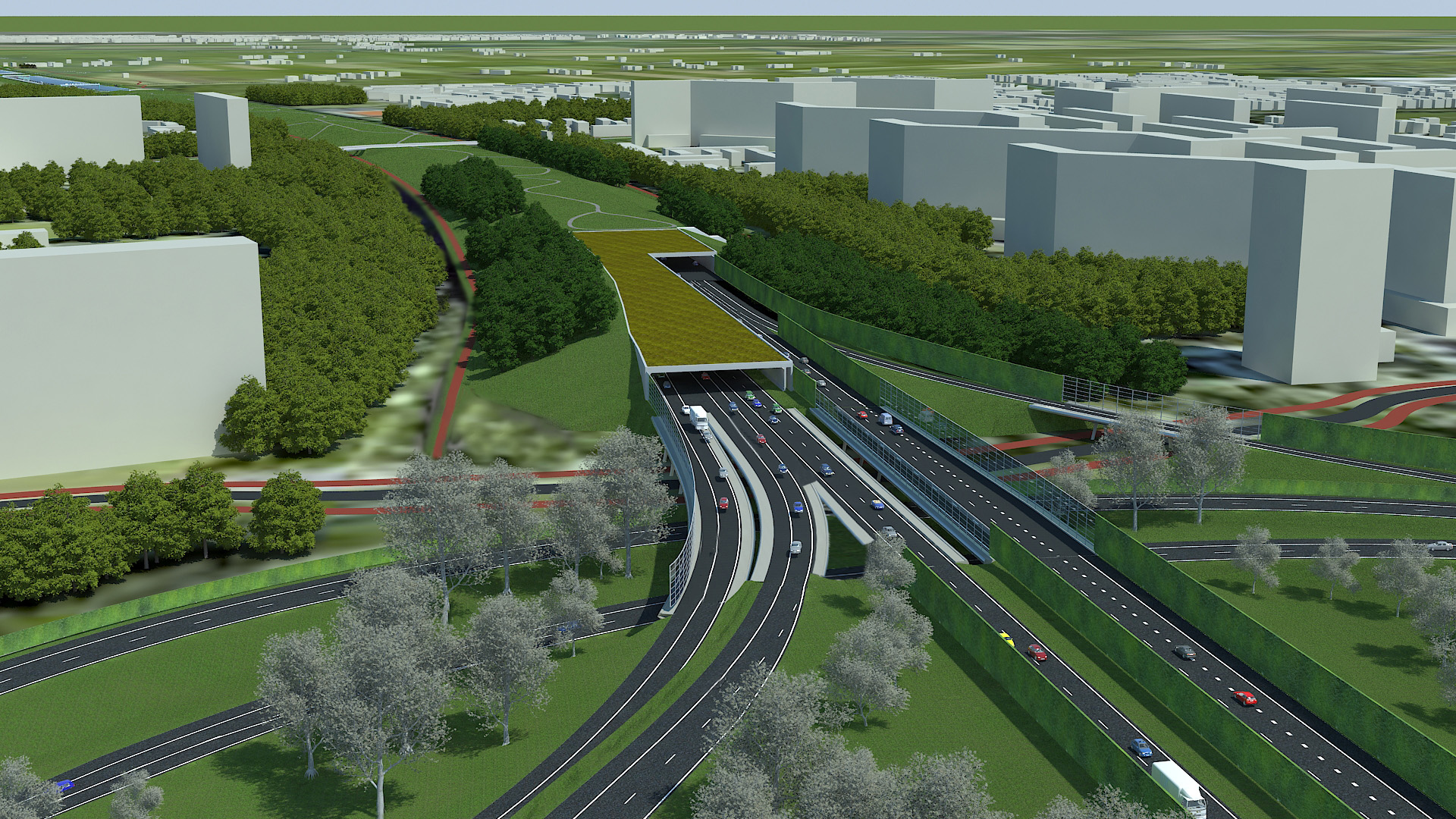
Impressie zuidelijke tunnelingang
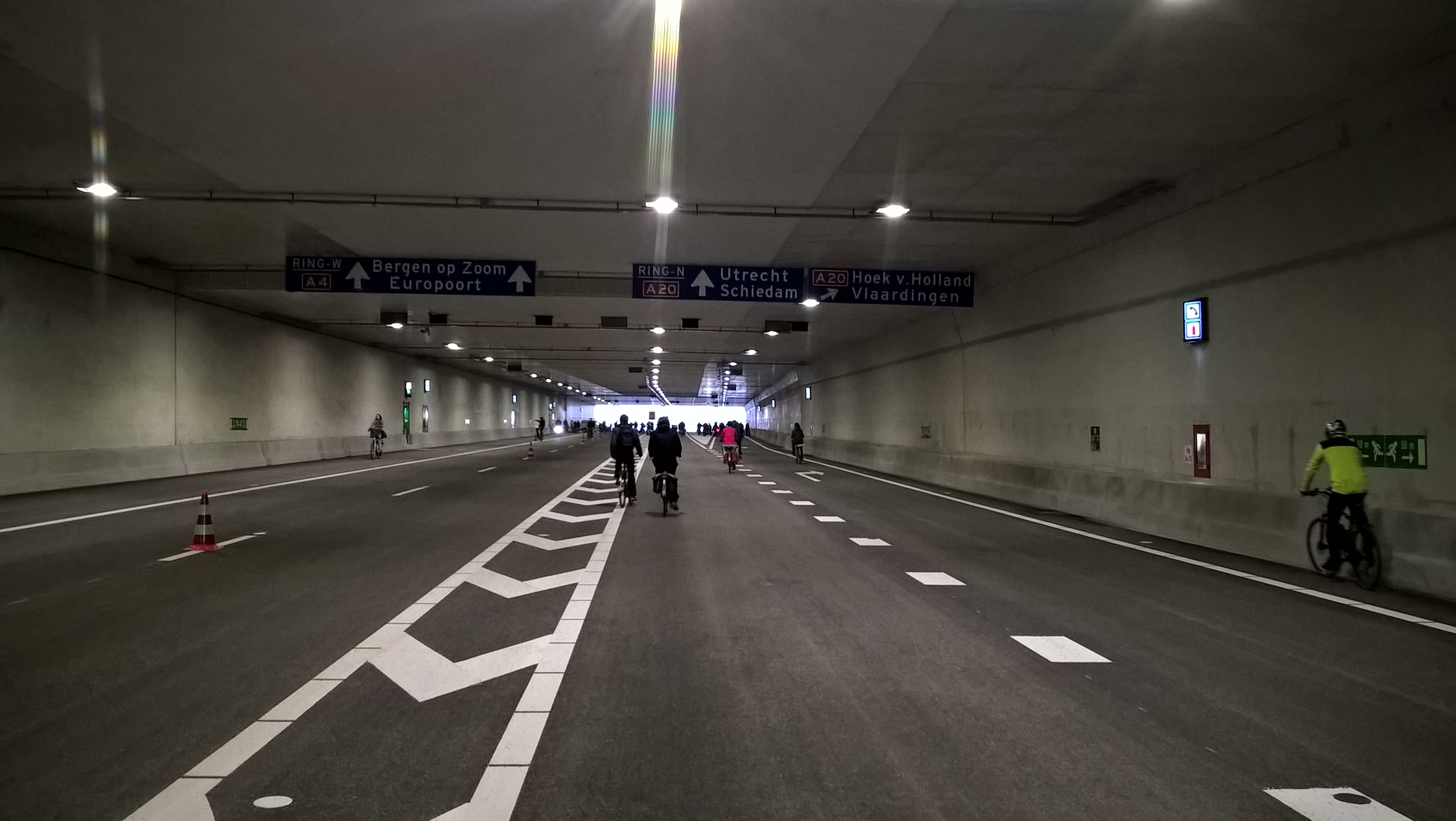
borden in de tunnel geven de naderende snelwegsplitsing bij het Kethelplein aan
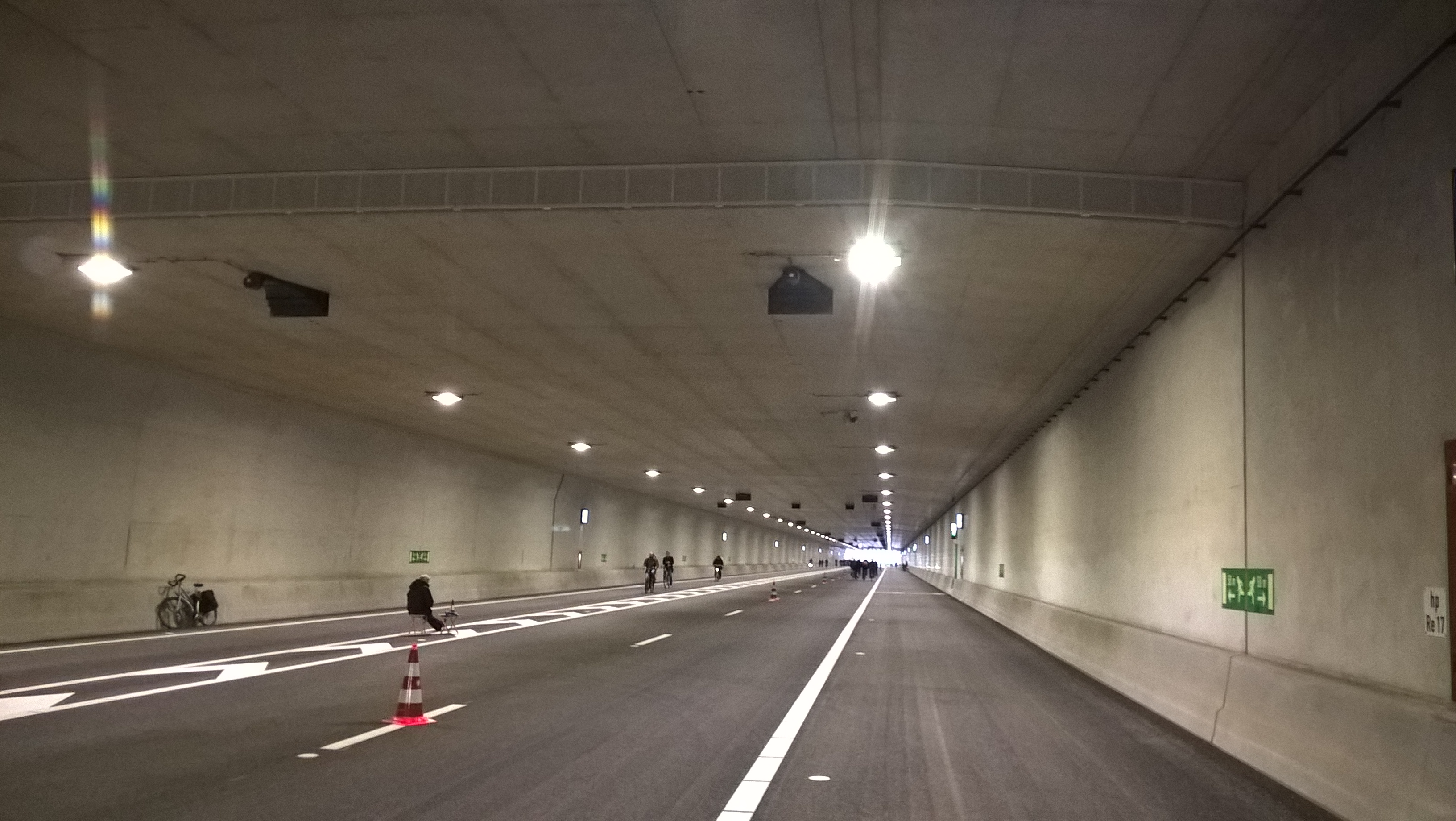
Helling in tunnel gebeurt in stapjes bij dak
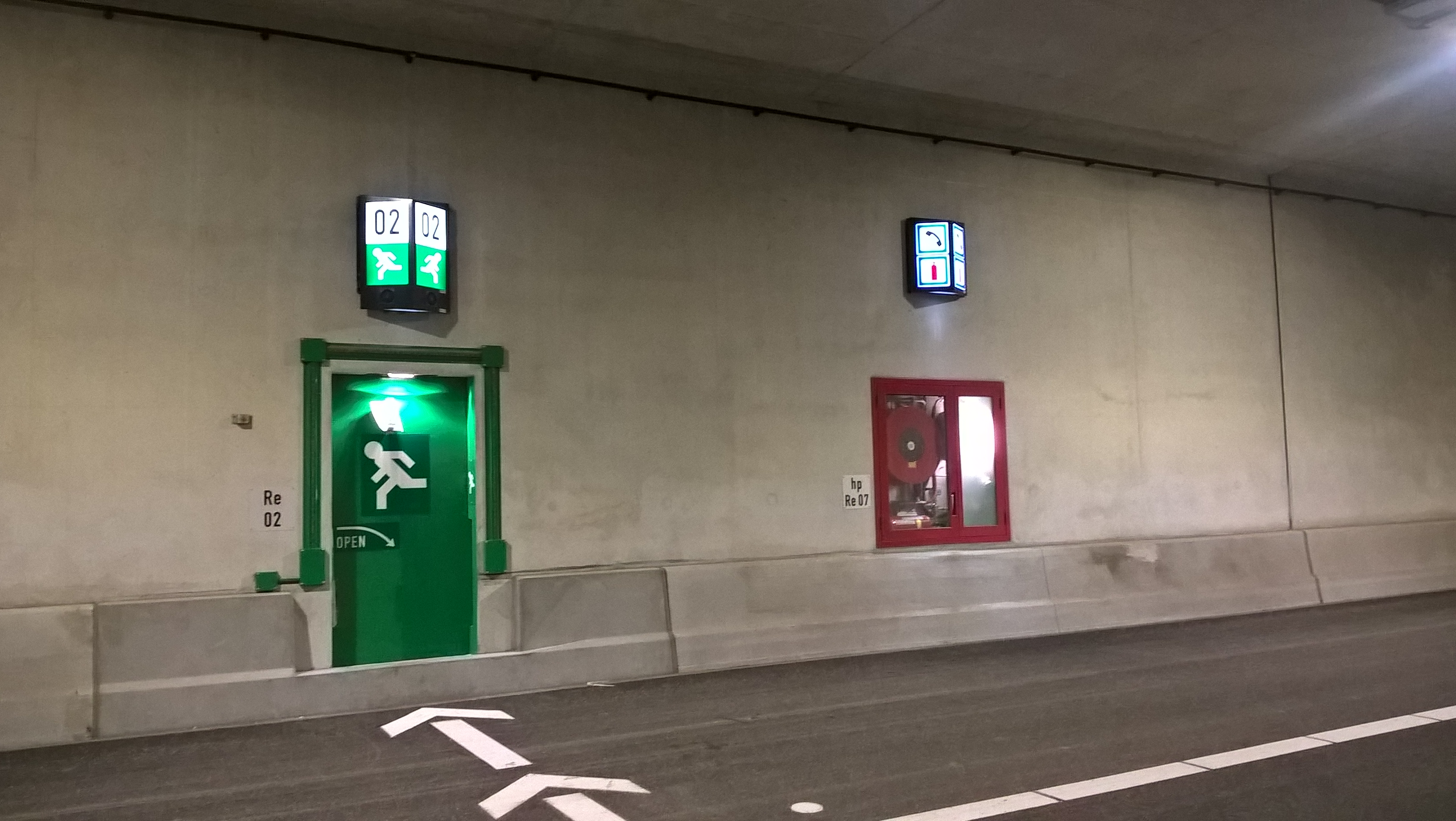
Nooduitgang en brandslang
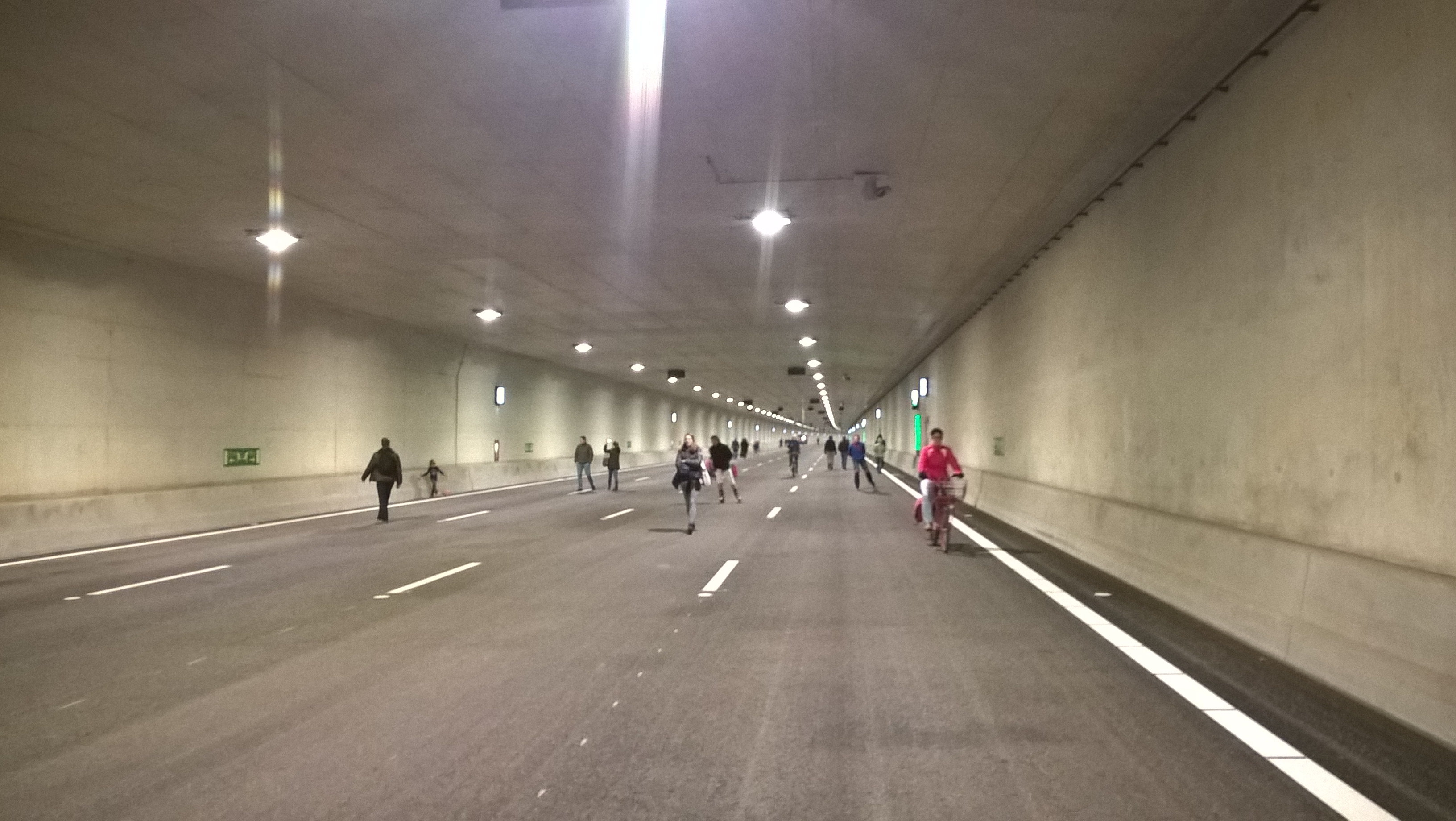
Oostelijke tunnelbuis met vier rijstroken
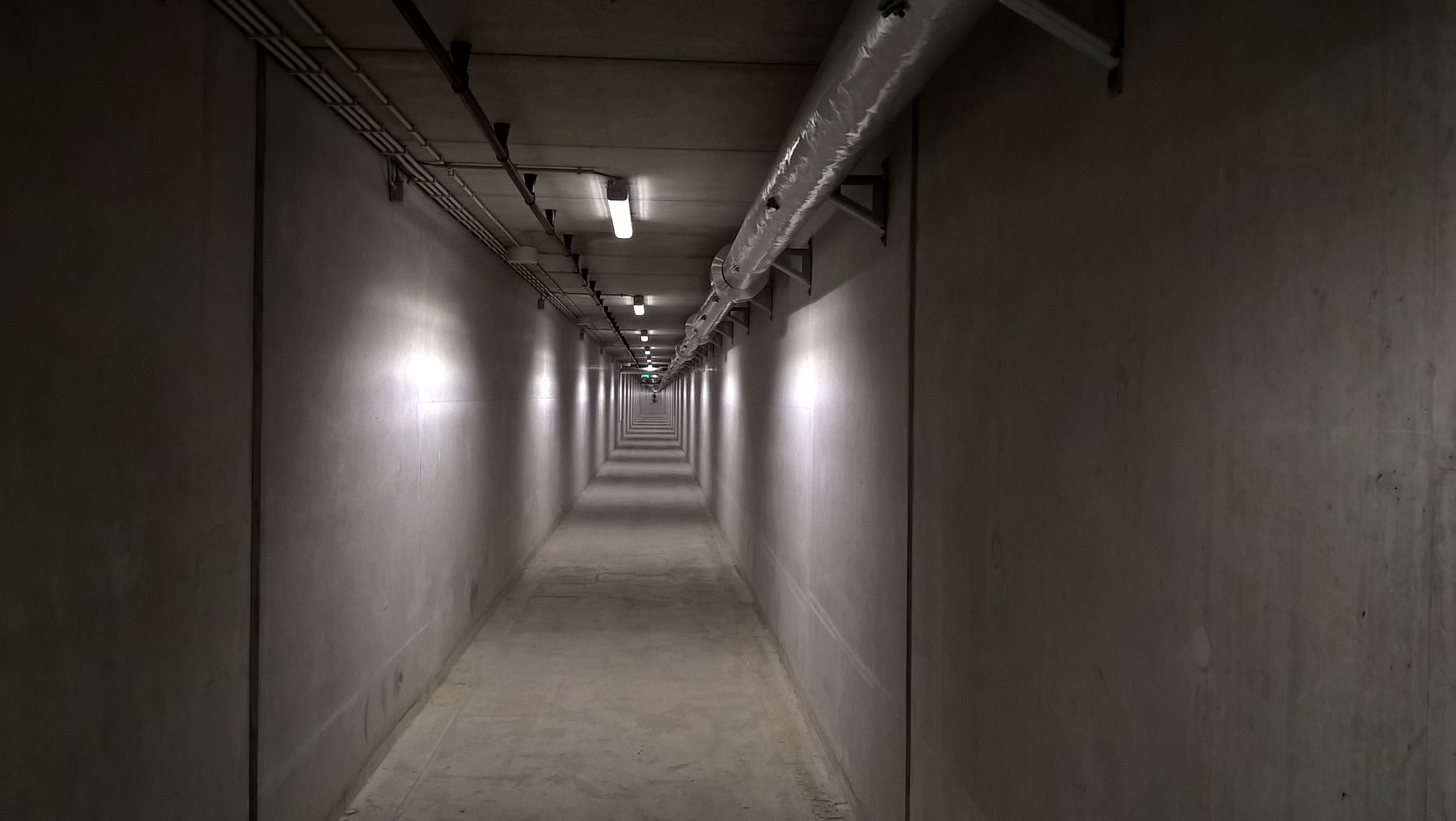
Noodgang tussen de twee tunnelbuizen
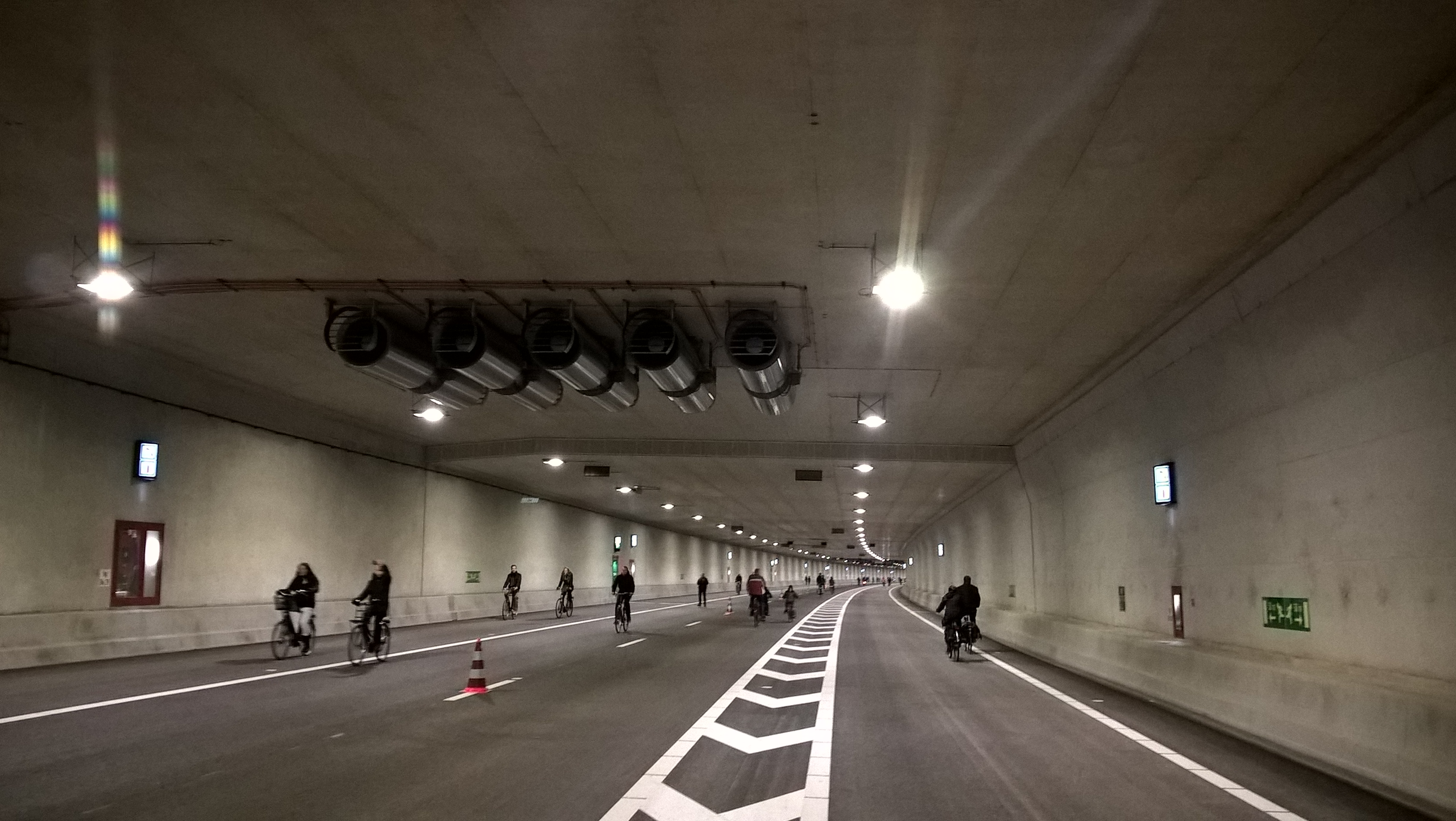
Ventilatoren verdrijven uitlaatgassen en rook in het geval van brand